# 阿尔巴朗格拉丁王
阿尔巴朗格拉丁王，又被称作罗马的拉丁王，或罗马的阿尔班王，是拉齐奥王国传说中的一系列国王的称谓。他们的主要都城是阿尔巴朗格，但也包括拉维尼姆和拉齐奥等地。 在罗马建立的神话里，他们填充了自特洛伊战争至公元前八世纪罗马建立之间的历史，也是儒略·凯撒称帝的血统依据。
虽然考古学证实罗马是阿尔巴朗格的人建立的，但这个历史时期没有任何历史记录。